# Wardun Yussof
Muhammad Wardun bin Yussof (ur. 14 września 1981 w Bandar Seri Begawan) – brunejski piłkarz grający na pozycji bramkarza. W sezonie 2021 występuje w klubie DPMM FC.

## Kariera klubowa

### PAPP FC
Yussof grał w PAPP FC w sezonie 1999/2000.

### Brunei FA
W barwach Brunei FA piłkarz ten występował w latach 2001–2005.

### Wijaya FC
Brunejczyk przeniósł się do Wijaya FC 1 lipca 2005. Grał tam przez jeden rok.

### DPMM FC
Yussof przeszedł do DPMM FC 1 lipca 2006 roku. Pierwszy mecz po powrocie z wypożyczenia do Majry FC zaliczył on 12 lutego 2012 roku. Było to zremisowane 2:2 spotkanie przeciwko Tampines Rovers. Swój setny występ dla tego klubu piłkarz ten zanotował 30 kwietnia 2014 roku w meczu z Woodlands Wellington FC (wyg. 0:2). Do 13 sierpnia 2021 roku w barwach DPMM FC Brunejczyk wystąpił 156 razy, zachowując 38 czystych kont.

### Majra FC
Yussof przebywał na wypożyczeniu w Majra FC od 1 stycznia 2011 do 31 grudnia 2011.

## Kariera reprezentacyjna
| Mecze i gole w reprezentacji | Mecze i gole w reprezentacji | Mecze i gole w reprezentacji | Mecze i gole w reprezentacji | Mecze i gole w reprezentacji | Mecze i gole w reprezentacji | Mecze i gole w reprezentacji | Mecze i gole w reprezentacji         |
| Brunei                       | Brunei                       | Brunei                       | Brunei                       | Brunei                       | Brunei                       | Brunei                       | Brunei                               |
| Lp.                          | Data                         | Miejsce                      | Gospodarz                    | Gość                         | Wynik                        | Gol                          | Rozgrywki                            |
| ---------------------------- | ---------------------------- | ---------------------------- | ---------------------------- | ---------------------------- | ---------------------------- | ---------------------------- | ------------------------------------ |
| 1.                           | 07.04.2001                   | Bandar Seri Begawan          | Brunei                       | Jemen                        | 0:5                          |                              | Mistrzostwa Świata 2002 – eliminacje |
| 2.                           | 27.04.2001                   | Sana                         | Jemen                        | Brunei                       | 1:0                          |                              | Mistrzostwa Świata 2002 – eliminacje |
| 3.                           | 04.05.2001                   | Al-Ajn                       | Zjednoczone Emiraty Arabskie | Brunei                       | 4:0                          |                              | Mistrzostwa Świata 2002 – eliminacje |
| 4.                           | 20.05.2001                   | Mumbaj                       | Indie                        | Brunei                       | 5:0                          |                              | Mistrzostwa Świata 2002 – eliminacje |
| 5.                           | 21.03.2003                   | Bandar Seri Begawan          | Brunei                       | Malediwy                     | 1:1                          |                              | Puchar Azji 2004 – eliminacje        |
| 6.                           | 23.03.2003                   | Rangun                       | Mjanma                       | Brunei                       | 5:0                          |                              | Puchar Azji 2004 – eliminacje        |
| 7.                           | 05.10.2012                   | Rangun                       | Mjanma                       | Brunei                       | 1:0                          |                              | Mistrzostwa ASEAN w piłce nożnej     |
| 8.                           | 09.10.2012                   | Rangun                       | Kambodża                     | Brunei                       | 2:3                          |                              | Mistrzostwa ASEAN w piłce nożnej     |
| 9.                           | 11.10.2012                   | Rangun                       | Brunei                       | Laos                         | 1:3                          |                              | Mistrzostwa ASEAN w piłce nożnej     |
| 10.                          | 13.10.2012                   | Rangun                       | Brunei                       | Timor Wschodni               | 2:1                          |                              | Mistrzostwa ASEAN w piłce nożnej     |
| 11.                          | 12.10.2014                   | Wientian                     | Timor Wschodni               | Brunei                       | 4:2                          |                              | Mistrzostwa ASEAN w piłce nożnej     |
| 12.                          | 12.03.2015                   | Kaohsiung                    | Chińskie Tajpej              | Brunei                       | 0:1                          |                              | Mistrzostwa Świata 2018 – eliminacje |
| 13.                          | 17.03.2015                   | Bandar Seri Begawan          | Brunei                       | Chińskie Tajpej              | 0:2                          |                              | Mistrzostwa Świata 2018 – eliminacje |
| 14.                          | 15.10.2016                   | Bandar Seri Begawan          | Brunei                       | Timor Wschodni               | 2:1                          |                              | Mistrzostwa ASEAN w piłce nożnej     |
| 15.                          | 18.10.2016                   | Bandar Seri Begawan          | Brunei                       | Kambodża                     | 0:3                          |                              | Mistrzostwa ASEAN w piłce nożnej     |
| 16.                          | 21.10.2016                   | Wientian                     | Laos                         | Brunei                       | 4:3                          |                              | Mistrzostwa ASEAN w piłce nożnej     |
| 17.                          | 02.11.2016                   | Kuching                      | Brunei                       | Timor Wschodni               | 4:0                          |                              | AFC Solidarity Cup 2016              |
| 18.                          | 08.11.2016                   | Kuching                      | Nepal                        | Brunei                       | 3:0                          |                              | AFC Solidarity Cup 2016              |
| 19.                          | 12.11.2016                   | Kuching                      | Makau                        | Brunei                       | 1:1 (4:3 p.r.k.)             |                              | AFC Solidarity Cup 2016              |

## Sukcesy
Sukcesy w karierze klubowej:
- S-League – 2x, z DPMM FC, sezony 2014/2015 i 2018/2019